# Matilde González Palau
Matilde González Palau, más conocida por su pseudónimo literario Matilde Llòria (Almansa, Albacete, 1912-Valencia, 2002) fue una escritora, y poeta en castellano, catalán y gallego.

## Trayectoria
Vivió desde que tenía un mes, en Alcira, provincia de Valencia. En 1942 pasó a residir en Orense. Matilde Lloria es Hija Adoptiva de la ciudad de Orense, y en 2000 se encargó de que se cumpliera uno de los deseos de su esposo: que su biblioteca personal pasase a ser disfrutada por los orensanos. La Diputación de Orense es la depositaria de la misma.

## Honores
- Noviembre de 1954: fue homenajeada por la Asociación cultural "Poesía, Arte y Letras", donde el discurso de honras fue pronunciado por Ramón Otero Pedrayo, y en el acto participaron además otras personalidades de la sociedad orensana.

- Premio Valencia de Poesía, en dos ocasiones: en 1952 con la recopilación Aleluya, y en 1965 con su primera obra que escribió en catalán, Altíssim Regne.

- 1975: galardonada con el Premio Ausiàs March de poesía de Gandia, por Lloc per a l'esperança.

- 1974: Premio «Pontevedra» por el Ayuntamiento de Pontevedra, con motivo de las Fiestas de Agosto[2]

## Obra
- Camino del cántico, 141 pp. 1949 (poemario en castellano)
- Aleluya, 1952 (poemario en castellano)
- Canción de navidad, 1965 (poemario en castellano)
- Altissim regne, 1964 (poemario en catalán)
- Conjugació en primera persona, 1969  (poemario en gallego)
- Caixiña de música, 1971 (poemario en gallego)
- Lloc per a esperança, 1975 (poemario en catalán)
- Un fulgor que se apaga, 1981 (poemario en castellano)
- Dou fe, Ed. Deputacion Ourense. 69 pp. ISBN 848757517X 1994 (poemario en gallego)
- Irrepetible alondra, 74 pp. ISBN 8492107340 1996 (poemario en castellano) (prólogo de Josefina Ribes)
- Diario de una adolescente, 102 pp. ISBN 8487575463 1997 (poemario en castellano)
- Unha casa no tempo, Ed. Deputacion Ourense. 55 pp. ISBN 8487575927 2001 (poemario en gallego)